# 黎曼积分
在实分析中，由黎曼创立的黎曼积分（英語：Riemann integral）首次对函数在给定区间上的积分给出了一个精确定义。黎曼积分在技术上的某些不足之处可由后来的黎曼－斯蒂尔杰斯积分和勒贝格积分得到修补。

## 概念

作为曲线与坐标轴所夹面积的黎曼积分

讓函數 {\displaystyle f} 為定義在區間 {\displaystyle [a,b]} 的非負函數，我们想要計算 {\displaystyle f(x)}所代表的曲线与 {\displaystyle x}坐标轴跟兩條垂直線 {\displaystyle x=a} 跟  {\displaystyle x=b} 所夹图形的面积（既右圖區域 {\displaystyle S} 的面積），可將區域 {\displaystyle S} 的面積以下面符號表示：
{\displaystyle \int _{a}^{b}f(x)\,dx.}
黎曼積分的基本概念就是對 x-軸的分割越來越細，則其所對應的矩形面積和也會越來越趨近圖形 {\displaystyle S} 的面積（參考右方第二張圖）。同时請注意，如函數為負函數， {\displaystyle f:[a,b]\mapsto \mathbb {R} _{<0}}，则其面积亦為负值。

分割越來越「細」的黎曼和。右上角的数字表示所有矩形面积（既黎曼和）。这黎曼和數列會趋于此函数的積分。

## 定义

### 区间的分割
一个闭区间{\displaystyle [a,b]}的一个分割P是指在此区间中取一个有限的点列{\displaystyle a=x_{0}<x_{1}<x_{2}<\ldots <x_{n}=b}。(由a至b內的所有x)

每个闭区间{\displaystyle [x_{i},x_{i+1}]}叫做一个子区间。定义{\displaystyle \lambda }为这些子区间长度的最大值：{\displaystyle \lambda =\max(x_{i+1}-x_{i})}，其中{\displaystyle 0\leq i\leq n-1}。
再定义取样分割。一个闭区间{\displaystyle [a,b]}的一个取样分割是指在进行分割{\displaystyle a=x_{0}<x_{1}<x_{2}<\ldots <x_{n}=b}后，于每一个子区间中{\displaystyle [x_{i},x_{i+1}]}取出一点{\displaystyle x_{i}\leq t_{i}\leq x_{i+1}}。{\displaystyle \lambda }的定义同上。
精细化分割：设{\displaystyle x_{0},\ldots ,x_{n}}以及{\displaystyle t_{0},\ldots ,t_{n-1}}构成了闭区间{\displaystyle [a,b]}的一个取样分割，{\displaystyle y_{0},\ldots ,y_{m}}和{\displaystyle s_{0},\ldots ,s_{m-1}}是另一个分割。如果对于任意{\displaystyle 0\leq i\leq n}，都存在{\displaystyle r(i)}使得{\displaystyle x_{i}=y_{r(i)}}，并存在{\displaystyle r(i)\leq j<r(i+1)}使得{\displaystyle t_{i}=s_{j}}，那么就把分割：{\displaystyle y_{0},\ldots ,y_{m}}、{\displaystyle s_{0},\ldots ,s_{m-1}}称作分割{\displaystyle x_{0},\ldots ,x_{n}}、{\displaystyle t_{0},\ldots ,t_{n-1}}的一个精细化分割。简单来说，就是说后一个分割是在前一个分割的基础上添加一些分点和标记。
于是我们可以在此区间的所有取样分割中定义一个偏序关系，称作“精细”。如果一个分割是另外一个分割的精细化分割，就说前者比后者更“精细”。

### 黎曼和
对一个在闭区间{\displaystyle [a,b]}有定义的实值函数{\displaystyle f}，{\displaystyle f}关于取样分割{\displaystyle x_{0},\ldots ,x_{n}}、{\displaystyle t_{0},\ldots ,t_{n-1}}的黎曼和（积分和）定义为以下和式：
{\displaystyle \sum _{i=0}^{n-1}f(t_{i})(x_{i+1}-x_{i})}
和式中的每一项是子区间长度{\displaystyle x_{i+1}-x_{i}}与在{\displaystyle t_{i}}处的函数值{\displaystyle f(t_{i})}的乘积。直观地说，就是以标记点{\displaystyle t_{i}}到X轴的距离为高，以分割的子区间为长的矩形的面积。

### 黎曼积分
不太严格地来说，黎曼积分就是当分割越来越“精细”的时候，黎曼和趋向的极限。下面的证明中，会对“越来越‘精细’”作出严格的定义。
要使得“越来越‘精细’”有效，需要把{\displaystyle \lambda }趋于0。如此{\displaystyle [x_{i},x_{i+1}]}中的函数值才会与{\displaystyle f(t_{i})}接近，矩形面积的和与“曲线下方”的面积的差也会越来越小。实际上，这就是黎曼积分定义的大概描述。
严格定义如下：{\displaystyle S}是函数{\displaystyle f}在闭区间{\displaystyle [a,b]}上的黎曼积分，当且仅当对于任意的{\displaystyle \epsilon >0}，都存在{\displaystyle \delta >0}，使得对于任意的取样分割{\displaystyle x_{0},\ldots ,x_{n}}、{\displaystyle t_{0},\ldots ,t_{n-1}}，只要它的子区间长度最大值{\displaystyle \lambda \leq \delta }，就有：
{\displaystyle \left|\sum _{i=0}^{n-1}f(t_{i})(x_{i+1}-x_{i})-S\right|<\epsilon .\,}
也就是说，对于一个函数{\displaystyle f}，如果在闭区间{\displaystyle [a,b]}上，无论怎样进行取样分割，只要它的子区间长度最大值足够小，函数{\displaystyle f}的黎曼和都会趋向于一个确定的值，那么{\displaystyle f}在闭区间{\displaystyle [a,b]}上的黎曼积分存在，并且定义为黎曼和的极限，这时候称函数{\displaystyle f}为黎曼可积的。
这个定义的缺陷是没有可操作性，因为要检验所有{\displaystyle \lambda \leq \delta }的取样分割是难以做到的。下面引进另一个定义，然后证明它们是等价的。
另一个定义: {\displaystyle S}是函数{\displaystyle f}在闭区间{\displaystyle [a,b]}上的黎曼积分，当且仅当对于任意的{\displaystyle \epsilon >0}，都存在一个取样分割{\displaystyle x_{0},\ldots ,x_{n}}、{\displaystyle t_{0},\ldots ,t_{n-1}}，使得对于任何比其“精细”的分割{\displaystyle y_{0},\ldots ,y_{m}} and {\displaystyle s_{0},\ldots ,s_{m-1}}，都有：
{\displaystyle \left|\sum _{i=0}^{m-1}f(s_{i})(y_{i+1}-y_{i})-S\right|<\epsilon .\,}
这两个定义是等价的。如果有一个{\displaystyle S}满足了其中一个定义，那么它也满足另一个。首先，如果有一个{\displaystyle S}满足第一个定义，那么只需要在子区间长度最大值{\displaystyle \lambda \leq \delta }的分割中任取一个。对于比其精细的分割，子区间长度最大值显然也会小于{\displaystyle \delta }，于是满足 
{\displaystyle \left|\sum _{i=0}^{m-1}f(s_{i})(y_{i+1}-y_{i})-S\right|<\epsilon .\,}
其次证明满足第二个定义的{\displaystyle S}也满足第一个定义。首先引进达布积分的概念，第二个定义和达布积分的定义是等价的，具体见达布积分。其次我们证明达布积分的定义满足第一个定义。任选一个分割{\displaystyle x_{0},\ldots ,x_{n}}使得它的上达布和与下达布和都与{\displaystyle S}相差不超过{\displaystyle {\frac {\epsilon }{2}}}。令{\displaystyle r}等于{\displaystyle \max _{0\leq i\leq n-1}(M_{i}-m_{i})}，其中{\displaystyle M_{i}}和{\displaystyle m_{i}}是{\displaystyle f}在{\displaystyle [x_{i},x_{i+1}]}上的上确界和下确界。再令{\displaystyle \delta }是{\displaystyle {\frac {\epsilon }{2rn}}}和{\displaystyle \min _{0\leq i\leq n-1}(x_{i+1}-x_{i})}中的较小者。可以看出，当一个分割的子区间长度最大值小于{\displaystyle \delta }时，{\displaystyle f}关于它的黎曼和与上达布和或下达布和至多相差{\displaystyle {\frac {\epsilon }{2}}}，所以和{\displaystyle S}至多相差{\displaystyle \epsilon }。
由于以上原因，黎曼积分通常被定义为达布积分（即第二个定义），因为达布积分比黎曼积分更简单、更有可操作性。

## 黎曼积分的性质
- 线性性：黎曼积分是线性变换，也就是说，如果{\displaystyle f}和{\displaystyle g}在区间{\displaystyle [a,b]}上黎曼可积，{\displaystyle \alpha }和{\displaystyle \beta }是常数，则：

{\displaystyle \int _{a}^{b}(\alpha f+\beta g)\,dx=\alpha \int _{a}^{b}f(x)\,dx+\beta \int _{a}^{b}g(x)\,dx.}
由于一个函数的黎曼积分是一个实数，因此在固定了一个区间{\displaystyle [a,b]}后，将一个黎曼可积的函数设到其黎曼积分的映射{\displaystyle I:f\longrightarrow \int _{a}^{b}fdx}是所有黎曼可积的函数空间上的一个线性泛函。
- 正定性：如果函数{\displaystyle f}在区间{\displaystyle [a,b]}上几乎处处（勒贝格测度意义上）大于等于0，那么它在{\displaystyle [a,b]}上的积分也大于等于零。如果{\displaystyle f}在区间{\displaystyle [a,b]}上几乎处处大于等于0，并且它在{\displaystyle [a,b]}上的积分等于0，那么{\displaystyle f}几乎处处为0。

- 可加性：如果函数{\displaystyle f}在区间{\displaystyle [a,c]}和{\displaystyle [c,b]}上都可积，那么{\displaystyle f}在区间{\displaystyle [a,b]}上也可积，并且有

{\displaystyle \int _{a}^{b}fdx=\int _{a}^{c}f(x)\,dx+\int _{c}^{b}f(x)\,dx}
无论a、b、c之间的大小关系如何，以上关系式都成立。
- {\displaystyle [a,b]}上的实函数{\displaystyle f}是黎曼可积的，当且仅当它是有界和几乎处处连续的。

- 如果{\displaystyle [a,b]}上的实函数是黎曼可积的，则它是勒贝格可积的。

- 如果{\displaystyle {f_{n}}}是{\displaystyle [a,b]}上的一个一致收敛序列，其极限为{\displaystyle f}，那么：

{\displaystyle \int _{a}^{b}f\,dx=\int _{a}^{b}{\lim _{n\to \infty }{f_{n}}\,dx}=\lim _{n\to \infty }\int _{a}^{b}f_{n}\,dx.}
- 如果一个实函数在区间{\displaystyle [a,b],}上是单调的，则它是黎曼可积的。

## 黎曼积分的推广
黎曼积分可推广到值属于{\displaystyle n}维空间{\displaystyle \mathbb {R} ^{n}}的函数。积分是线性定义的，即如果{\displaystyle \mathbf {f} =(f_{1},\dots ,f_{n})}，则{\displaystyle \int \mathbf {f} =(\int f_{1},\,\dots ,\int f_{n})}。特别地，由于复数是实数向量空间，故值为复数的函数也可定义积分。
黎曼积分只定义在有界区间上，扩展到无界区间并不方便。可能最简单的扩展是通过极限来定义积分，即如同反常积分（improper integral）一样。我们可以令
{\displaystyle \int _{-\infty }^{\infty }f(t)\,dt=\lim _{x\to \infty }\int _{-x}^{x}f(t)\,dt.}
不幸的是，这并不是很合适。平移不变性（如果把一个函数向左或向右平移，它的黎曼积分应该保持不变）丧失了。例如，令{\displaystyle f(x)=1}若{\displaystyle x>0}，{\displaystyle f(0)=0}，{\displaystyle f(x)=-1}若{\displaystyle x<0}。则对所有{\displaystyle x}
{\displaystyle \int _{-x}^{x}f(t)\,dt=\int _{-x}^{0}f(t)\,dt+\int _{0}^{x}f(t)\,dt=-x+x=0}.
但如果我们将{\displaystyle f(x)}向右平移一个单位得到{\displaystyle f(x-1)}，则对所有{\displaystyle x>1}，我们得到
{\displaystyle \int _{-x}^{x}f(t-1)\,dt=\int _{-x}^{1}f(t-1)\,dt+\int _{1}^{x}f(t-1)\,dt=-(x+1)+(x-1)=-2}.
由于这是不可接受的，我们可以尝试定义：
{\displaystyle \int _{-\infty }^{\infty }f(t)\,dt=\lim _{a\to -\infty }\lim _{b\to \infty }\int _{a}^{b}f(t)\,dt.}
此时，如果尝试对上面的{\displaystyle f}积分，我们得到{\displaystyle +\infty }，因为我们先使用了极限{\displaystyle b\to \infty }。如果使用相反的极限顺序，我们得到{\displaystyle -\infty }。
这同样也是不可接受的，我们要求积分存在且与积分顺序无关。即使这满足，依然不是我们想要的，因为黎曼积分与一致极限不再具有可交换性。例如，令{\displaystyle f_{n}(x)=1/n}在{\displaystyle [0,n]}上，其它域上等于0。对所有{\displaystyle n}，{\displaystyle \int f_{n}\,dx=1}。但{\displaystyle f_{n}}一致收敛于0，因此{\displaystyle \lim f_{n}}的积分是0。因此{\displaystyle \int f\,dx\not =\lim \int f_{n}\,dx}。即使这是正确的值，可看出对于极限与普通积分可交换的重要准则对反常积分不适用。这限制了黎曼积分的应用。
一个更好的途径是抛弃黎曼积分而采用勒贝格积分。虽然勒贝格积分是黎曼积分的扩展这点看上去并不是显而易见，但不难证明每个黎曼可积函数都是勒贝格可积的，并且当二者都有定义时积分值也是一致的。
事实上黎曼积分的一个直接扩展是Henstock–Kurzweil积分。
扩展黎曼积分的另一种途径是替换黎曼累加定义中的因子{\displaystyle x_{i}-x_{i+1}}，粗略地说，这给出另一种意义上长度间距的积分。这是黎曼-斯蒂尔切斯积分所采用的方法。